# Docteur Jules Guyot
Pour les articles homonymes, voir Guyot.
Cultivar
La 'Docteur Jules Guyot' est un cultivar de poires.

## Synonymes
- "Guyot",
- "Jules Guyot",
- "Poire Jules Guyot",
- "Poire Dr. Jules Guyot" ou "Dr. Jules Guyot",
- "Limonera" (Espagne),
- "Llimonera" (en catalan),
- French Bartlett (États-Unis, Canada)[1].

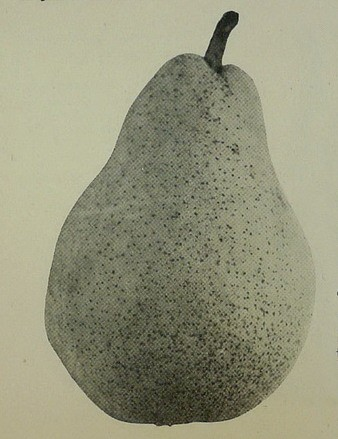
Vue en noir et blanc.

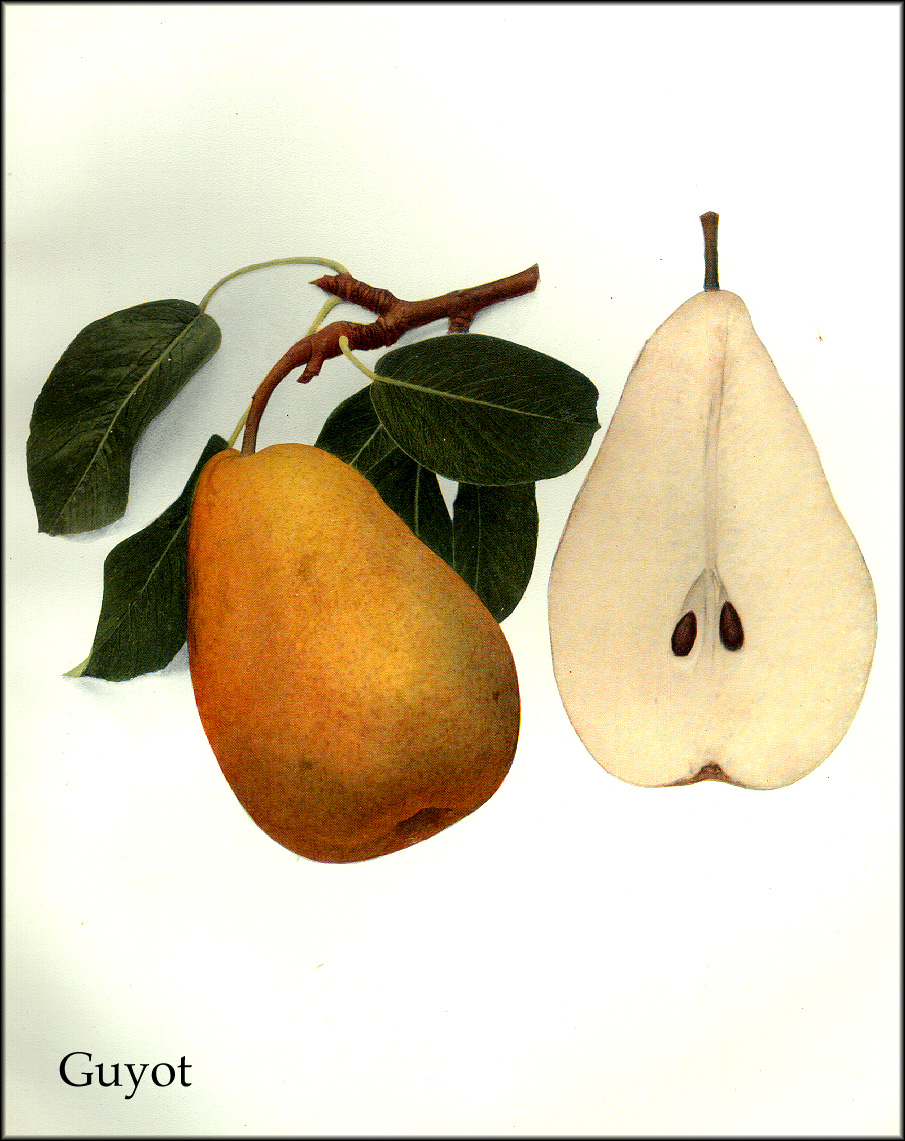
Aquarelle d'Hedrick.

## Origine
Cette poire a été créée en 1870, par Ernest Baltet, et nommée en hommage au Docteur Jules Guyot.

## Arbre

### Époque de floraison
La floraison a lieu début avril.

### Mise à fruit

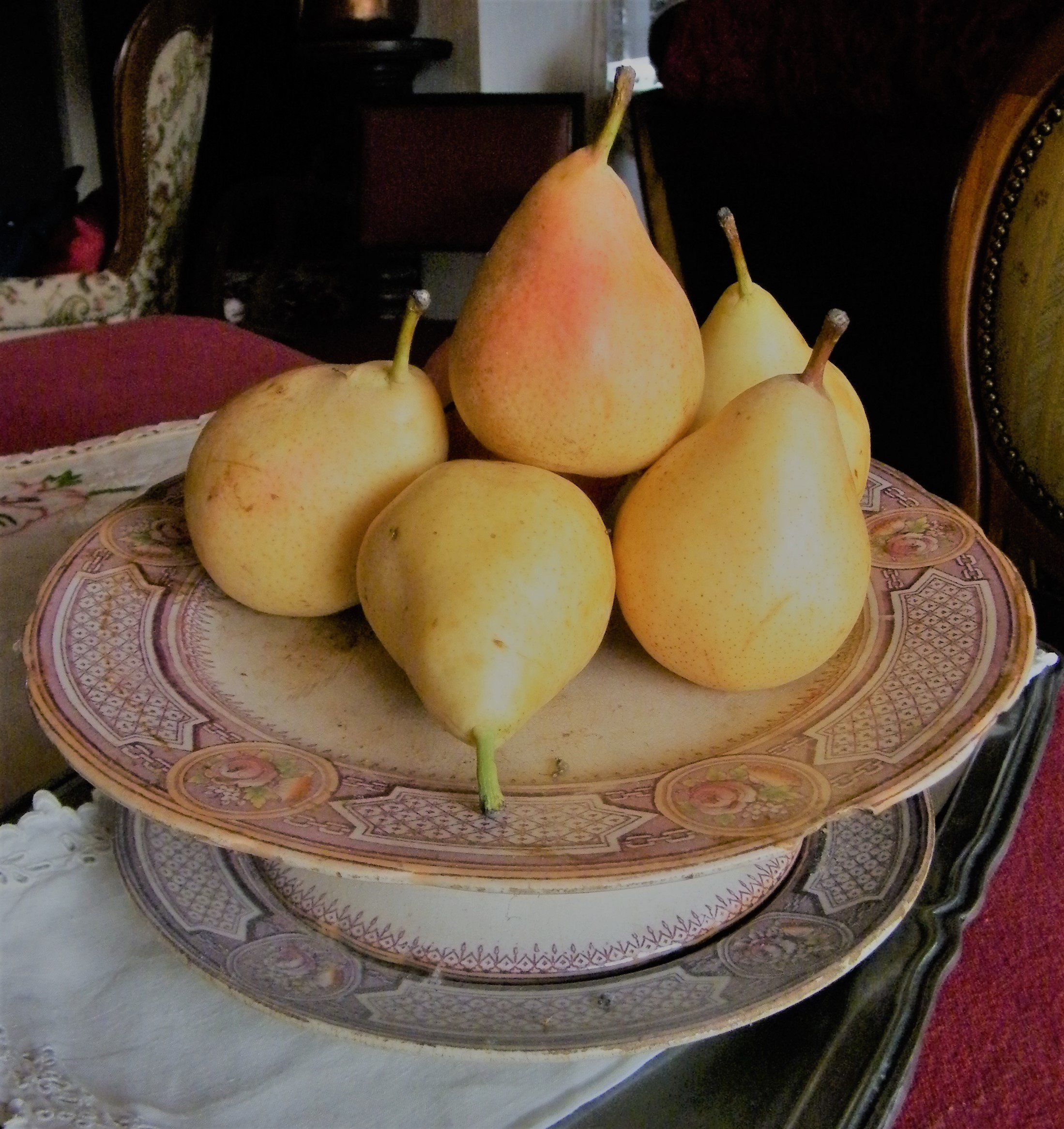
Le côté du fruit mûri au soleil peut se « farder » de rose.

Précoce et rapide, elle mûrit assez rapidement sur l'arbre ; il faut la ramasser lorsqu'elle est encore verte et la faire mûrir chez soi.

### Pollinisateurs recommandés
Williams, Clapp's Favourite, Beurré Bosc, Beurré d'Hardenpont, Conférence, Doyenné du Comice, Légipont.

## Productivité
Production de 30 tonnes par hectare environ, avec des fruits d'un calibre de 65 mm de moyenne.
Productivité optimale sur des arbres de 10 ans minimum.

## Fruit

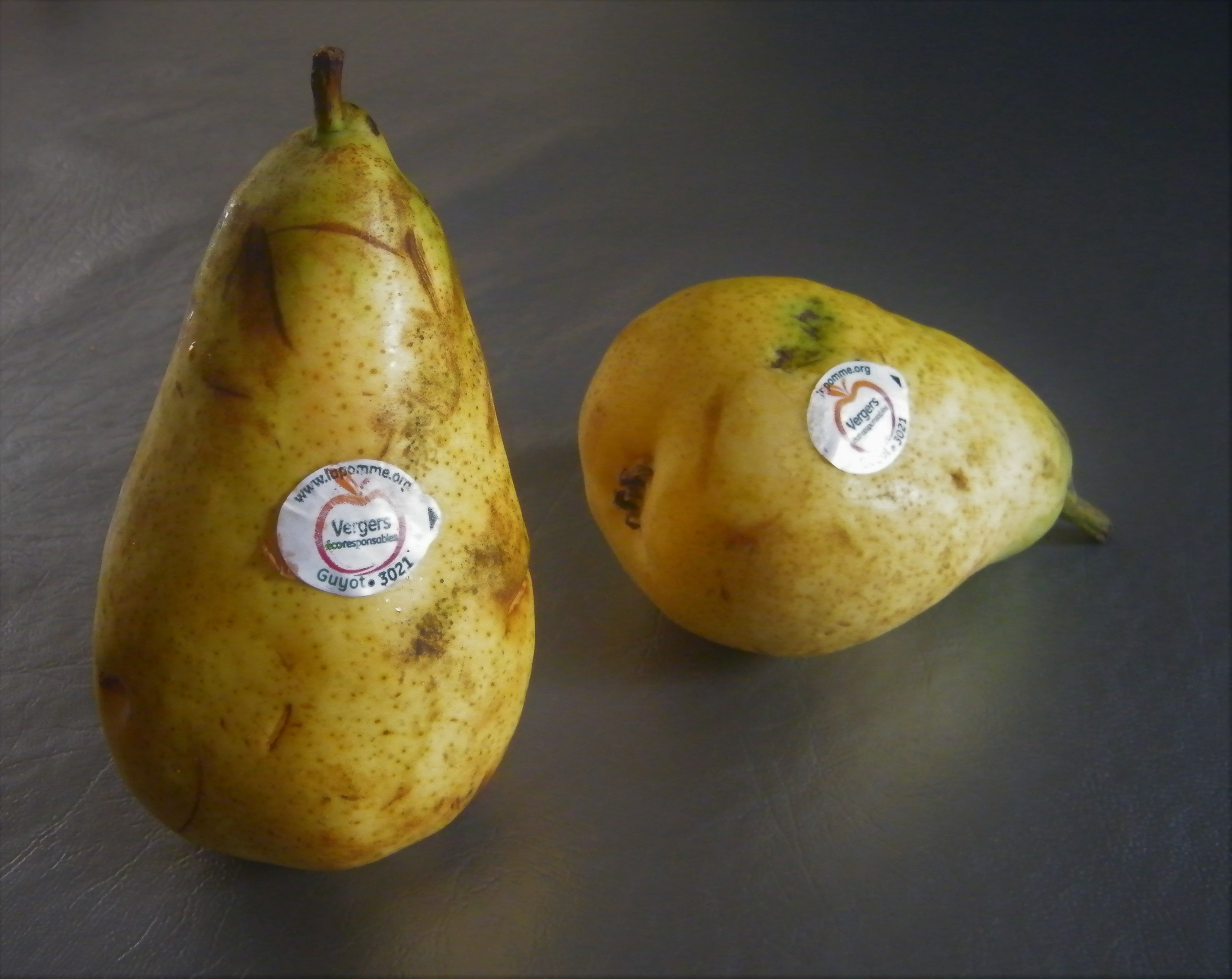
Deux poires Guyot.

C'est un fruit à peau lisse, peu allongé, d'un calibre moyen de 65 mm.
Le code PLU de la poire Guyot est #3021.

## Appréciations générales
Résistant à la tavelure, ce fruit remplace dans certaines régions la poire Williams, devenue sensible à cette maladie.

## Observations
Dr Jules Guyot, INFEL 1445A